# Teplyzja
Teplyzja (ukrainisch Теплиця; russisch Теплица Tepliza, rumänisch Toplița, deutsch Teplitz) ist ein bessarabisches Dorf im Südwesten der ukrainischen Oblast Odessa mit etwa 1200 Einwohnern (2023).

## Geografie
Teplyzja befindet sich auf 28 m Höhe am rechten Ufer des Kohylnyk, einem 243 km langen Zufluss zum Sassyksee in der leicht hügeligen Steppenlandschaft des Budschak mit sehr fruchtbaren Schwarzerdeböden.
Nördlich vom Dorf verläuft die Territorialstraße T–16–27 und seit 1916 besitzt Teplyzja eine Bahnstation an der Bahnstrecke Odessa–Basarabeasca. Die Ortschaft liegt 7 km westlich vom ehemaligen Rajonzentrum Arzys und 145 km südwestlich vom Oblastzentrum Odessa.

## Geschichte
Das Dorf wurde 1817 von Siedlern, die vorwiegend aus Württemberg stammten, gegründet und war die erste religiös motivierte Ortsgründung in Bessarabien. Die Auswanderer waren Chiliasten, die sich Anfang Mai 1817 von Ulm aus einschifften, um mit Ulmer Schachteln in den Südkaukasus auszuwandern, da sie dort die Wiederkunft Christi erwarteten. Da auf der Reise donauabwärts viele der Kolonisten erkrankten, wurden sie von der russischen Regierung auf einer Donauinsel vor der Stadt Ismajil unter freiem Himmel wochenlang unter Quarantäne gestellt, wo sie zusätzlich unter Nahrungsmangel litten. Daraufhin entschieden sich 98 der Kolonistenfamilien mit 487 Personen, ein Angebot der russischen Regierung anzunehmen und sich in Bessarabien, das erst kurz zuvor im Russisch-Türkischen Krieg von Russland vom osmanischen Vasallenstaat Fürstentum Moldau okkupiert und im darauf folgenden Friedensvertrag Russland zugesprochen wurde, anzusiedeln. Im Tal des Kogälnik (Kohylnyk) erhielten sie etwa 65 ha Siedlungsfläche, die als „Kolonie Nr. 12“ bezeichnet wurde. Die von der Reise ermatteten Auswanderer errichten auf dem Land provisorische Erdhütten, in denen sie auch überwinterten, da sie wegen ausbleibender Hilfe durch die russischen Behörden nicht mit dem Aufbau der Siedlung beginnen konnten.
In den ersten fünf Monaten nach ihrer Ankunft verstarben 117 Personen aus 20 Familien infolge von Ruhr und an Fieber. 1818 erhielt die Ansiedlung, die zu den 24 bessarabiendeutschen Mutterkolonien zählt, den Namen „Töplitz“ in Erinnerung an die für Russland siegreiche Schlacht bei Kulm nahe Töplitz. Später wurde Töplitz in Teplitz abgeändert.
Zunächst lebten die Bewohner ausschließlich von der Landwirtschaft, mit der Zeit entstanden auch Handwerks- und Handelsbetriebe wie Öl- und Getreidemühlen, eine Getränke-, Tuch- und Lederfabrik, eine Holzsägerei sowie einige Schlossereien. Selbst die russische Armee wurde mit in Teplitz produzierten Wagen beliefert. Etwa 1820 entstand ein Gebäude, das als Bethaus und Schule diente und in den kommenden Jahren ständig erweitert wurde. Ein 1860 begonnener Kirchenbau mit 850 Sitzplätzen wurde 1864 eingeweiht. Zu diesem Zeitpunkt besaß das Dorf 1155 Einwohner. Siedler aus Teplitz gründeten 1863 die etwa 30 km entfernt liegende Kolonie Neu-Teplitz. Die Ortschaft war bis 1917 Teil des Russischen Kaiserreiches. In den Wirren der Oktoberrevolution verlor Russland jedoch Bessarabien, dass sich 1917 zur Demokratischen Moldauischen Republik erklärte und im gleichen Jahr freiwillig an Rumänien anschloss.
Im Sommer 1940 wurde das Dorf von der Sowjetunion besetzt und am 5. September 1940 wurde in Moskau ein Umsiedlungsvertrag zwischen der Sowjetunion und dem Deutschen Reich unterzeichnet, woraufhin die deutschstämmigen Ortsbewohner zwischen dem 29. September und dem 5. Oktober 1940 unter dem Slogan „Heim ins Reich“ das Dorf verließen und schließlich in die Landkreise Wirsitz und Zempelburg umgesiedelt wurden.
Nach 1940 siedelten sich Bewohner der umliegenden Dörfern und aus der Westukraine in Teplyzja an.
Zwischen 1941 und 1944 war das Dorf von Rumänien besetzt. Nach der erfolgreichen Operation Jassy-Kischinew, einem Großangriff der Roten Armee gegen die Wehrmacht und die rumänischen Streitkräfte auf bessarabischen Gebiet, kam die Ortschaft gegen Ende des Zweiten Weltkriegs zur Oblast Ismajil (die 1954 in der Oblast Odessa aufging) in der Ukrainischen SSR. Nach dem Zerfall der Sowjetunion wurde Teplyzja 1991 Teil der unabhängigen Ukraine. Am 27. August 2017 feierte die Ortschaft ihr 200-jähriges Bestehen.

## Verwaltungsgliederung
Am 12. Juni 2020 wurde das Dorf zum Zentrum der neugegründeten Landgemeinde Teplyzja (Теплицька сільська громада/Teplyzka silska hromada), zu dieser zählen auch noch die 4 in der untenstehenden Tabelle aufgelistetenen Dörfer, bis dahin bildete es zusammen mit dem Dorf Sadowe die gleichnamige Landratsgemeinde Teplyzja (Теплицька сільська рада/Teplyzka silska rada) im Norden des Rajons Arzys.
Seit dem 17. Juli 2020 ist es ein Teil des Rajons Bolhrad.
Folgende Orte sind neben dem Hauptort Teplyzja Teil der Gemeinde:
| Name                     | Name        | Name                      | Name                          |
| ukrainisch transkribiert | ukrainisch  | russisch                  | rumänisch                     |
| ------------------------ | ----------- | ------------------------- | ----------------------------- |
| Myrnopillja              | Мирнопілля  | Мирнополье (Mirnopolje)   | Friedenstal                   |
| Roschtscha               | Роща        | Роща                      | Paris-Nou                     |
| Sadowe                   | Садове      | Садовое (Sadowoje)        | Ferşampenuazul-Mic (Alt-Elft) |
| Wesselyj Kut             | Веселий Кут | Весёлый Кут (Wesjoly Kut) | Paris                         |

## Demografie
| Quellen: 1827, 1897: 1860: 1930, 1940: 2001: | Im Dorf lebten 1827 insgesamt 389 Menschen, darunter 355 Bewohner aus Württemberg, 2 aus Bayern, 3 aus Preußen, 16 aus Ungarn sowie 13 weitere. 1860 besaß das Dorf 1155 Einwohner. Bei der Volkszählung von 1897 hatte die Ortschaft 1784 Einwohner. Bei der Volkszählung 1930 hatte das Dorf 2303 deutsche Bewohner und 123 Bewohner anderer Abstammung und 1940 lebten 2498 Deutsche sowie 234 Nicht-deutsche Einwohner im Dorf. 2001 lebten 1672 Menschen in Teplyzja. |

## Persönlichkeiten der Gemeinde
- Theophil Gerber (1931–2022), Sohn einer deutschstämmigen Bauernfamilie, Diplomlandwirt und Autor